# Насими
Насими́, Несими́ (псевдоним; настоящее имя Сеид Имадеддин; азерб. İmadəddin Nəsimi, перс. عمادالدین نسیمی‎; около 1369 г. — 1417 г., Халеб) — поэт XIV—XV вв., писавший на азербайджанском, а также персидском и арабском языках.
Насими сыграл значительную роль в развитии азербайджанской поэзии, немецкий тюрколог Г. Дёрфер считал его первым азербайджанским поэтом.
Согласно БРЭ, Насими является азербайджанским поэтом, писавшим также на арабском и персидском.
Писал в жанрах газель, рубаи и туюг. Его сочинения получили широкую известность на Ближнем Востоке и в Средней Азии. Являлся последователем хуруфизма, одного из ветвей суфизма.

## Происхождение
Насими родился в 1369 году. Место рождения Насими точно неизвестно: в качестве предполагаемых мест рождения называются Шемахы, Тебриз, Диярбакыр, Бурса, Алеппо, Багдад и Шираз. Брат Насими поэт Шахандан (Шахиде-хандан) предположительно похоронен на кладбище Шахандан в Шемахе.
Азербайджанский исследователь Салман Мумтаз также отмечал, что кладбище Шахандан в Шемахе связано с именем брата Насими Шахандана. На основе этого Мумтаз приходил к выводу о том, что Насими родился в Шемахе.
Немецкий тюрколог Герхард Дёрфер считал, что Насими происходил из Азербайджана, а не Анатолии или Хорасана: «Древнейшим поэтом азербайджанской литературы, известным до сих пор (и несомненно азербайджанского, а не восточноанатолийского или хорасанского происхождения), является Эмад-ад-дин Насими».
Поэтический псевдоним поэта «Насими» предположительно является производным от арабского слова «несим» (лёгкий ветерок).
По мнению ряда авторов, Насими имел туркоманское происхождение. То, что поэт носил титул «сеид», указывает на возможное арабское происхождение его родословной от пророка Мухаммеда, о последнем говорит также сам Насими в некоторых своих стихотворениях.
Согласно советскому тюркологу Афрасиябу Векилову, азербайджанский был родным языком Насими.

## Жизнь
Поэт Насими писал стихи на азербайджанском, арабском и персидском языках.

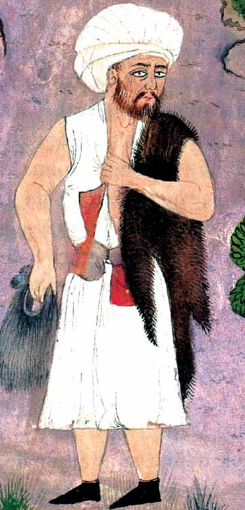
Османская миниатюра с изображением Насими. Художник Али Амири Эфенди

Насими считается отцом азербайджанского дивана (около 15 тысяч строк), кроме того, он создал диван на персидском языке (около 5 тысяч строк); ряд стихов Насими написал на арабском языке. Насими создал первые шедевры азербайджанской поэзии, заложив основы азербайджанского литературного языка.
Насими вырос среди ремесленников; изучал математику, астрономию, логику и теологию. В начале своего творчества Насими, подобно его учителю Наими, стоял на позициях суфизма и был последователем знаменитого суфийского шейха Шибли. Кроме того он был поклонником иранского суфия и поэта X века Гусейна Халладжа Мансура, который говорил: «Я — Бог!». Так Мансур выражал мысль, что Бог, или частица Бога в каждом из нас. В своих стихах Насими часто повторяет эту фразу. Таким образом, он стал последователем хуруфизма.
В произведениях Насими упоминаются Джалаладдин Руми, Саади, Ибн Сина, Фаридаддин Аттар. В творчестве поэта заметно влияние классиков персидской литературы Руми, Низами Гянджеви и Шейха Аттара. В Шемахе Насими создал общество ученых (меджлис-ул-улема) и музыкантов (муганнилер), в которых объединились талантливые люди.
После казни Наими Насими покинул пределы Ширвана и отправился в Багдад, посещал другие города Ирака, а также Турции, где он продолжал распространять идеи хуруфизма. За это поэт неоднократно подвергался гонениям и был брошен в темницу.
Насими отправился в Сирию и остановился в городе Алеппо. Из-за обвинений, выдвинутых духовенством, Насими был приговорён к смертной казни и должен был принять мученическую смерть. В ожидании казни Насими написал ряд стихотворений под общим названием «хабсие» («тюремные)», где выразил свои горестные размышления о несправедливости властей, невежестве и продажности судей, осудивших его, и бунтарские по характеру мысли человека, остающегося до конца верным своим убеждениям. Египетский Султан Муайад приказал содрать с него кожу и выставить его тело в Алеппо на всеобщее обозрение.
Поэт был похоронен в Халебе, на общем кладбище. Потомки Насими были похоронены там же.

## Анализ творчества
Насими был первым поэтом в истории азербайджанской литературы, писавшим любовные лирические стихи — газели на азербайджанском языке. Начало творчества Насими совпало со временем распространения в Азербайджане идей хуруфизма. Насими стал последователем главы хуруфизма Наими. Творчество Насими и огромное число его последователей в Анатолии стали причиной быстрого распространения хуруфизма в этом регионе. В лирике Насими был мастером таких жанров, как газель, рубаи, туюг.

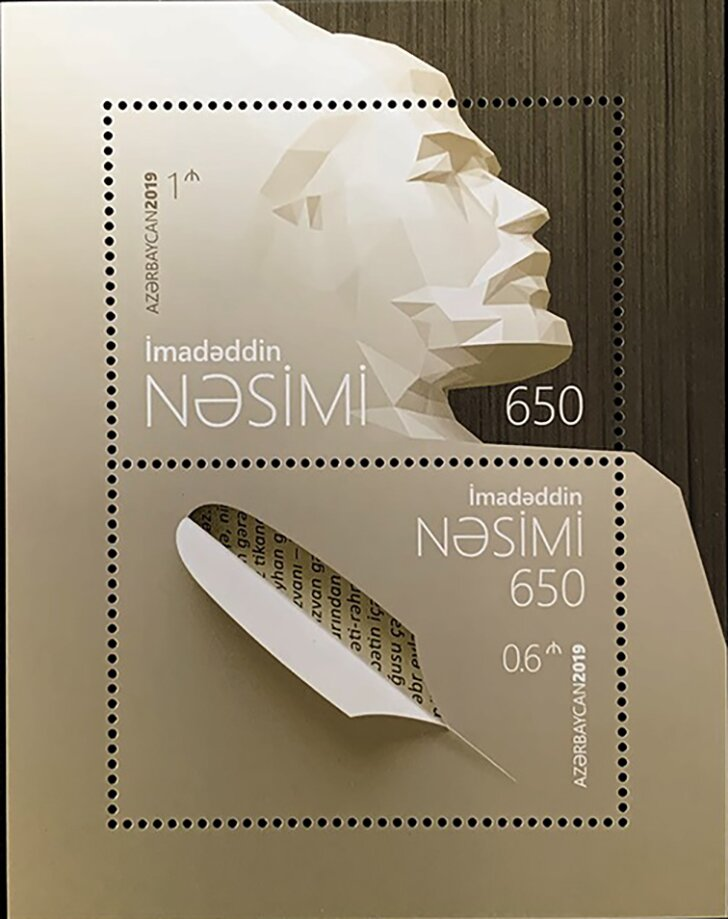
Почтовая марка Азербайджана, посвящённая 650-летию И. Насими.

Поэтическое наследие Насими содержит ряд лирико-философских стихов, отражающих широту и гуманизм его воззрений. Он наделяет человека богоподобными качествами: 

В меня вместятся оба мира, но в этот мир я не вмещусь.

Я — суть, я не имею места, и в бытие я не вмещусь.

Всё то, что было, есть и будет — всё воплощается во мне.

Не спрашивай. Иди за мною. Я в объясненья не вмещусь.
Природа, красота окружающего мира были источником вдохновения поэта на его пути к познанию жизни и вселенной:
 Если хочешь ты скрытые тайны узнать,

Если хочешь проникнуть в ничто,

Ароматы цветов пусть расскажут тебе о начале миров и вещей,

Если хочешь, о внемлющий, чтобы сейчас всё на свете открылось тебе,

Ты, мелодию взяв, отыщи в глубине все законы движения в ней. 
Обращаясь к образу возлюблённой, он ставит её вровень с божеством, что само по себе являлось в глазах духовенства святотатством и богохульством.
Кто, словно ангелу, тебе не поклонился, идол мой,

Тот будет зваться сатаной, безбожьем душу умертвит.
Насими считал, что желающий постичь истину, должен стремиться понять человека, его побуждения и стремления к красоте и добру. Ибо человек для Насими — центр мироздания, его венец:
 О ты, что сокровищ, искал средь камней и металлов,

Ценней человека сокровищ ещё не бывало!

Гуманизм Насими связан именно с его пониманием высокого назначения человека, ощущением безграничности его возможностей.

Мир не стоит, так пусть твои придут в движенья дни.

Мир блеском, мишурой покрыт-обманчивы они. 

Не станет время ждать тебя, оно уйдёт вперёд.

О прозорливый, в этот мир поглубже загляни. 

Богатство всей земли-тщета, пойми, о господин!

Все блага мира от себя с презреньем отними! 

Но если любишь — за неё, избранницу души,

Хоть палачу отдай себя, хоть сам казни.
Творчество Насими носило бунтарский характер, оно призывало к борьбе с социальной несправедливостью, насилием над личностью, тиранией и жестокостью правителей. Его стихи воспевали красоту и разум человека, служили освобождению личности от всякого рода условностей, отказу от аскетизма, фанатизма и религиозных догм.

## Рукописи произведений

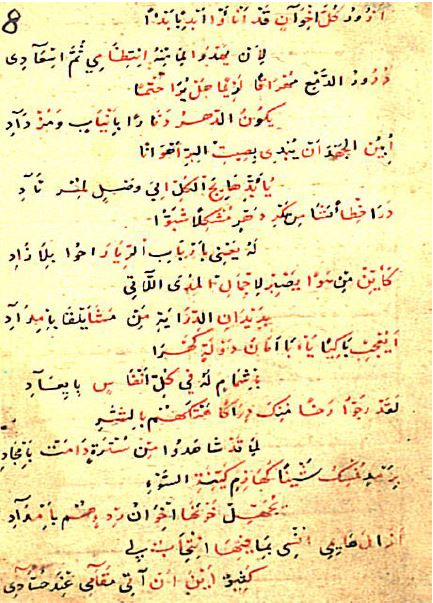
Рукопись поэмы Насими. Библиотека Халета Эфенди. Стамбул

Самым полным списком среди стамбульских рукописей является Диван Имадеддина Насими, хранящийся в Байязидской библиотеке под No 3353. В этом недатированном «Диване» представлены 1 месневи, минаджат, на’т, 582 газели, 4 мустазада, 3 терджибенда, 302 туюга поэта.
В Институте рукописей в Баку хранится недатированный список рукописи «Диван-и Насими» под шифром М-227. По палеографическим данным рукопись относится к XVI веку. На полях имеются многочисленные пометки, которые появились в результате сличения с наиболее старинным списком. В Институте имеется также рукопись «Диван-и Насими» под шифром М-188. Список переписан в 1700 году на территории Азербайджана в районе Белокан переписчиком Мирзаханом Ибн-Мелик Шейх Буняд Салбани.
Произведения Насими на азербайджанском языке хранятся в Матенадаране (Армения).
Здесь находится рукопись «Диван-и Сеид Имадеддин Насими». Эта рукопись также была переписана на территории Азербайджана (переписчик Xусейн-али бин Сафарали). Рукопись «Диван-и Насими» хранится в Институте востоковедения Академии наук Узбекистана под шифром Р-1794. Список переписан в Бухаре в 1877 году (переписчик Мир Хасибуллах Бухари).
Рукопись Диван-и Насими хранится в Институте восточных рукописей РАН под шифром В-4019. Список переписан в Бухаре в 1793 году.

## Публикации произведений
История публикации произведений Насими, написанных на азербайджанском языке, начинается с середины XIX века. Впервые «Диван» поэта был издан в 1844 году в Стамбуле. В этом издании собраны месневи, касиды, газели (общее количество 265), рубаи и туюги (общее количество 167), написанные на азербайджанском языке, 2 арабские газели, а также один терджибенд, газели и касиды (25) на персидском языке. До начальной части «Дивана» Насими в настоящем издании помещаются персидские стихотворения турецких поэтов Рефии, Хашими и др. В конце книги содержатся поэтические отрывки из турецких поэтов XIX в., приветствовавших настоящее издание. «Диван» составлен в классическом стиле. В Турции произведения Насими были изданы дважды — в 1871 и в 1880 году. Стамбульские издания осуществлены на основе одной и той же рукописи. Кроме этих изданий, отдельные неопубликованный произведения поэта, напечатанные в журналах, вошли в литературные хрестоматии.
В 1926 году в Баку азербайджанским библиографом Салманом Мумтазом был издан «Диван» Насими, содержащий почти две трети произведений поэта. В нём 277 стихотворений различных жанров (или четыре тысячи бейтов) и сто шестьдесят пять туюгов (четверостиший) поэта. Сюда не входят пятьдесят четыре персидских стихотворения Насими, которые вошли в «Диван» в составе азербайджанских его произведений.
Мумтаз дополнил опубликованный в 1880 году в Стамбуле «Диван» Насими за счёт имевшихся в его распоряжений отдельных фрагментов из произведений поэта. С. Мумтаз включил в своё издание дополнительно одну азербайджанскую и 15 персидских газелей поэта. Однако, в отличие от стамбульских изданий, в данном издании стихотворения поэта расположены на основе начальных букв по арабскому алфавиту. Отсутствие данных о рукописях Насими сказалось и в бакинском издании. Следовательно, как в стамбульских, так и в бакинских изданиях текстологических работ не проводилось (они охватывают только часть азербайджанских стихотворений Насими).

## Память

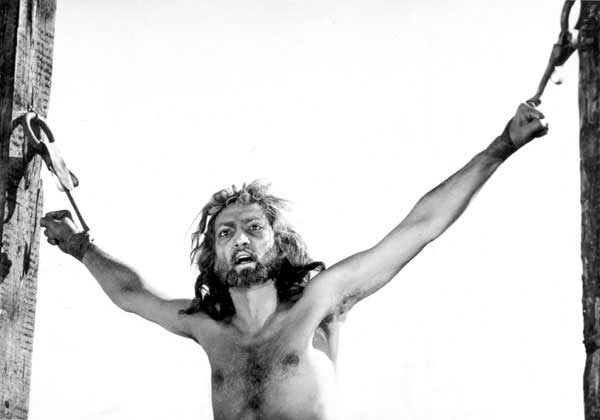
Кадр из фильма «Насими». Насими (на илл.) играет Расим Балаев

В честь Насими названы:
- Институт языкознания имени Насими НАН Азербайджана.
- Насиминский район в г. Баку
- Насими — станция метро в Баку.
- Средняя городская школа N 2 имени Насими (Балакен, Азербайджан)[35]
- Улицы в Агджабеди, Худате и Баку.
- Село Насими в Сабирабадском и Билясуварском районах, а также Насимикенд в Саатлинском районе Азербайджана.
- Сухогрузный теплоход «Насими» Каспийского Государственного Морского Пароходства.

В 1973 году в честь 600-летия Насими азербайджанским режиссёром Гасаном Сеидбейли был снят одноименный фильм. Главную роль сыграл Расим Балаев.
В 1973 году по случаю 600-летия поэта Насими азербайджанским композитором Фикретом Амировым была написана хореографическая поэма (балет) «Сказание о Насими».
В 1980 году в Баку был установлен памятник Насими. Скульпторы — Т. Мамедов и И. Зейналов; архитекторы — А. Гусейнов и Г. Мухтаров (бронза, гранит).
27—30 сентября 2018 года в Азербайджане прошёл «Фестиваль поэзии, искусства, духовности — Насими», открытие которого состоялся в Шемахе. В ноябре МГИМО был установлен бюст Насими, церемония открытия которого состоялась в рамках одноимённого Фестиваля, который проходил 19-20 ноября в Москве.
В связи с 650-летием поэта в Азербайджане 2019 год был объявлен «Годом Насими».
В 2019 году именем поэта названа малая планета, ранее обозначаемая как 1995 UN2 в астероидном поясе.
В 2019 году британский певец азербайджанского происхождения Сами Юсуф презентовал композицию «Насими», автором которой является сам.
В 2019 году в Киеве был открыт памятник поэту.
В Алеппо расположен мавзолей Насими.

Памятник поэта в Шемахе
Памятник Насими в Баку. Скульпторы — Т. Мамедов и И. Зейналов
Барельеф Имадеддина Насими в Шемахе
Бюст Насими в Гахе
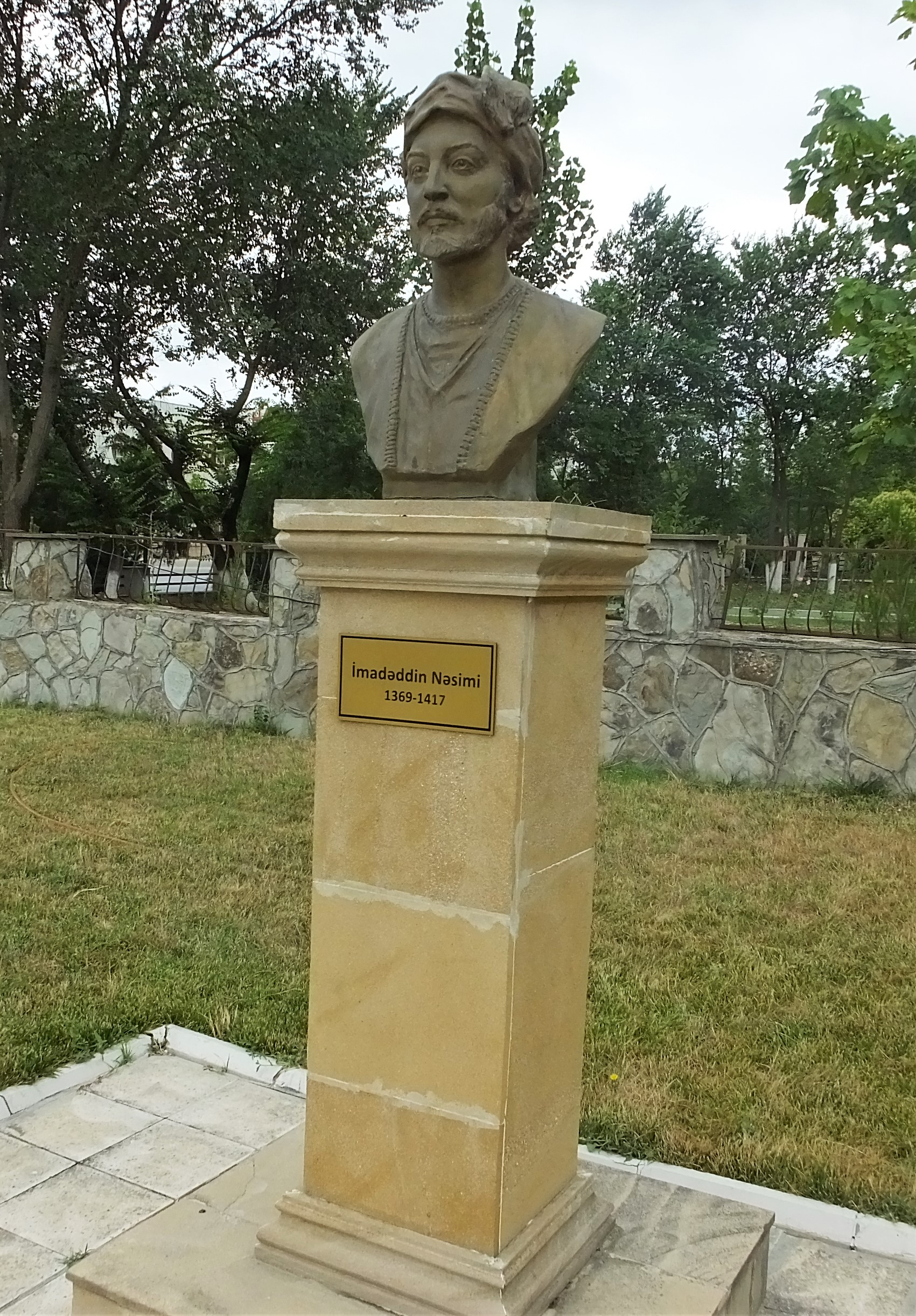
Бюст Насими в Шемахе
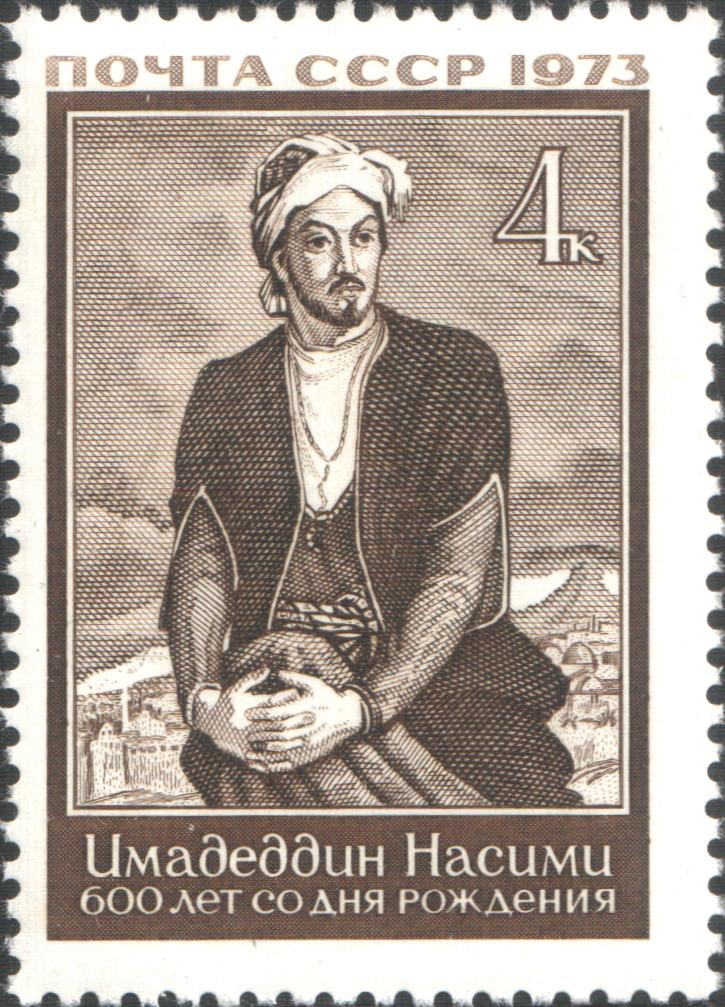
Почтовая марка СССР, 1973 год

## Переводы на русский язык
- Насими. Лирика. Перевод Наума Гребнева и Константина Симонова с азербайджанского и фарси. Четверостишия (рубаи) в переводе Н.Гребнева. Предисловие: Мирза Ибрагимов. Примечания. «Художественная литература», Москва, 1973. 358 с. Тираж 25000
- Имадеддин Насими. «Рубаи». Перевод с азербайджанского Наума Гребнева. Азербайджанское государственное издательство. Баку 1973. Тираж 10.000. (92 с, 176 четверостиший).
- Имадеддин Насими. Избранная лирика в двух томах. Баку, Издательство Азернешр, 1973. Предисловие: Мирза Ибрагимов. Разные переводчики. Четверостишия — Перевод Наума Гребнева.